# Hindupur
Hindupur là một thành phố và khu đô thị của quận Anantapur thuộc bang Andhra Pradesh, Ấn Độ.

## Địa lý
Hindupur có vị trí 13°50′B 77°29′Đ / 13,83°B 77,49°Đ Nó có độ cao trung bình là 621 mét (2037 feet).

## Nhân khẩu
Theo điều tra dân số năm 2001 của Ấn Độ, Hindupur có dân số 125.056 người. Phái nam chiếm 51% tổng số dân và phái nữ chiếm 49%. Hindupur có tỷ lệ 62% biết đọc biết viết, cao hơn tỷ lệ trung bình toàn quốc là 59,5%: tỷ lệ cho phái nam là 69%, và tỷ lệ cho phái nữ là 55%. Tại Hindupur, 13% dân số nhỏ hơn 6 tuổi.